# María Inés Guerra
María Inés Guerra Núñez (Guadalajara, Jalisco, 1 de julio de 1983) es una presentadora y cantante mexicana. Entre sus múltiples logros, destaca su participación en la primera generación del programa de televisión musical La Academia, donde rápidamente alcanzó un notable reconocimiento mediático, al ser considerada una de las mujeres más atractivas en su historia. Luego del lanzamiento de su primer álbum "María Inés", decidió hacer una pausa en su carrera musical para consolidar su imagen como presentadora de televisión en canales como Azteca Uno, Imagen Televisión, Glitz, Multimedios, E! Entertainment Television y Fashion TV. Es licenciada en Desarrollo Humano por la Universidad Tecmilenio, maestra en Estudios Humanísticos con especialidad en Literatura por el Tecnológico de Monterrey, y además cuenta con una certificación del Proctor Gallagher Institute en TIR, en reprogramación mental. Ocasionalmente también ejerce como actriz, escritora, compositora, empresaria, modelo, altruista y diseñadora de joyas. Actualmente es integrante del grupo Reinas de corazones. En 2022, debutó como escritora literaria de cuentos infantiles educativos.
Desde joven, comenzó a actuar y cantar en producciones teatrales amateur como La bella y la bestia, Vaselina y Cats. Asistió brevemente al Instituto Tecnológico y de Estudios Superiores de Monterrey, Campus Guadalajara, donde estudió Arquitectura. Durante su estancia, formó parte del coro y ensamble teatral "Estampas de México", lo que le brindó la oportunidad de realizar una gira por Francia, Bélgica y Holanda, presentando música mexicana. Poco tiempo después, interrumpió sus estudios y la gira por Europa para firmar un contrato con TV Azteca y así iniciar su carrera artística.
En 2002, después de una audición masiva en la que compitió con más de cincuenta mil personas, formó parte de los catorce participantes del programa de televisión musical La Academia, obteniendo el décimo lugar con críticas favorables, tanto regulares en sus interpretaciones durante los trece conciertos en los que participó. Junto a sus compañeros de primera generación recibió disco de diamante por más de un millón y medio de copias vendidas por los veintiún álbumes publicados durante el programa; y además participó en una gira de conciertos con más de sesenta fechas en México, Estados Unidos y Centroamérica. Paralelo a la gira, concursó en los programas de televisión Desafío de estrellas y Homenaje a. Entre sus canciones más populares se encuentran temas como: «Hijo de la luna», «Te amaré» y «El 7 de septiembre».
Tras su participación por La Academia, lanza en 2003 "María Inés", su primer y único álbum como solista, bajo el sello discográfico BMG y con la producción de Carlos Lara, Max Di Carlo y Eduardo Posada. El álbum tuvo un éxito moderado con ventas alrededor de treinta mil copias, y del cual se desprende el sencillo «A través de tu recuerdo» obteniendo buena aceptación en distintas partes del país. Se incluyeron los covers «Se fue», «Soledad», «Hijo de la luna», «No llores por mí Argentina» y «Rueda mi mente». A partir de 2018 el álbum completo se encuentra disponible en distintas plataformas de música digital como Apple Music, Deezer, YouTube Music y Spotify.
Sin embargo, su carrera y sus intereses se ampliaron hacia otras facetas, lo que le permitió convertirse en una de las presentadoras más recurrentes del medio artístico, especialmente desde su ingreso en el programa matutino Con sello de mujer. Posteriormente prosiguieron programas de entretenimiento, solo por mencionar algunos, Aguas con el muro, Planeta Disney, High School Musical: la selección, y Disco de oro, este último compartiendo escenario con el cantante José Luis Rodríguez quien la nombró como "La conductora más guapa de la televisión mexicana". Su imagen ha traspasado fronteras, logrando impulsar su carrera hacia la internacionalización con el programa de revista semanal "Update" en el canal Glitz*, y como presentadora en E! del semanario Estilo DF. Fue presentadora del programa dominical de espectáculos Los 25+ durante siete temporadas, hasta su última transmisión en noviembre de 2015. En 2020 tuvo una participación muy breve como presentadora del programa La caja de Pandora en Multimedios Televisión.
En la actuación su primera oportunidad aparece en televisión en la telenovela Enamórate, y en 2011 protagonizó la serie infantil La florería de Sofía, transmitida por Disney Junior. En teatro, ha participado en las obras "Las princesas y sus príncipes", "Peter Pan", Los monólogos de la vagina y la comedia musical El diluvio que viene.  Por esta última, obtuvo su primer papel protagónico como "Clementina", lo que le valió el reconocimiento como «Mejor actriz revelación». Recibió un premio Bravo y un premio ACPT por sus destacadas actuaciones, que demostraron soltura, dominio del escenario y un notable crecimiento vocal. Además de su trabajo en televisión y teatro, también ha incursionado en el doblaje, prestando su voz para series de televisión como Grey's Anatomy y Los imaginadores, así como para películas cinematográficas como Una Chihuahua de Beverly Hills 3, Tinker Bell, y Frozen II. 
Influenciada por un estilo clásico, romántico y elegante ha figurado consecutivamente en distintas publicaciones, las revistas "Quién", ¡Hola! México y OK, la han nombrado como una de las «diez mujeres más guapas de México», así como en otras listas elaboradas por la revista In Style Magazine, la han considerado como uno de «Los personajes más sexys del año».
A lo largo de su trayectoria de más de dos décadas, se ha consolidado como uno de los rostros más destacados de la televisión, ampliamente reconocido por el público y con un futuro prometedor en el ámbito artístico. Cabe mencionar que es una de las egresadas de La Academia que sigue activa y es considerada una de las más exitosas.
Aunque durante varios años se enfocó en su carrera como presentadora, desde 2023 ha regresado a los escenarios musicales como integrante del grupo Reinas de corazones. En este proyecto, se destaca por sus habilidades al piano y por interpretar temas como «Qué ganas de no verte nunca más», compartiendo el escenario con Shanik Aspe, Jimena Gállego, Kristal Silva y Emma Escalante. En 2024, lanzó el sencillo inédito «Alguien», una canción producida por su excompañero de La Academia, Miguel Ángel. Además, se inició como escritora y compositora con la publicación de su primer libro de cuentos infantiles, "Siente y canta con María Inés".
El 7 de septiembre de 2013 y luego de cinco años de noviazgo, María Inés contrajo matrimonio con el publicista mexicano Gustavo Guzmán Favela; sin embargo en 2019 disolvieron su matrimonio. De su relación, nacieron sus hijos Pedro Pablo el 19 de mayo de 2014, María Inés el 7 de marzo de 2016, y Luciano el 8 de septiembre de 2018. Independientemente de su carrera artística y vida privada, también dedica tiempo a labores altruistas, así como a un sinfín de campañas para el bienestar social.

## Biografía y carrera artística

### 1983-2001: primeros años de vida
María Inés Guerra Núñez nació en el Hospital Bernardette de la ciudad de Guadalajara, Jalisco el 1 de julio de 1983. Es la hija menor del matrimonio conformado por Óscar Guerra y Laura Núñez; tiene dos hermanos, cuyos nombres son iguales a los de sus padres. María Inés es sietemesina y su nacimiento fue inesperado. Durante el segundo embarazo de su madre, los médicos siempre afirmaron que se trataba de un solo bebé varón, sin detectar que en realidad se trataba de un embarazo múltiple. Los ultrasonidos no revelaron la presencia de María Inés, los corazones de ambos bebés latían al mismo tiempo, y su hermano mellizo Óscar la cubría. Sobre su nacimiento e infancia, comentó:

«Mi mamá no sabía que yo venía en camino, mi hermano siempre me tapó en el vientre, los corazones latían al mismo tiempo, entonces juraban que era un solo niño. Mi hermano es mi gemelo, sí nos parecemos, somos cuates, pero él se ve mucho más grande que yo... él nació primero. Fuimos sietemesinos, bueno yo no sé cuánto... pesé creo que un kilo, cabía en una caja de zapatos y la verdad no pensaron que fuera a vivir. Yo viví con ropa azul de chiquita. Mi infancia fue de verdad muy tranquila, en paz, rodeada de mucho amor, de mucho cariño... fue muy linda, muy bonita».

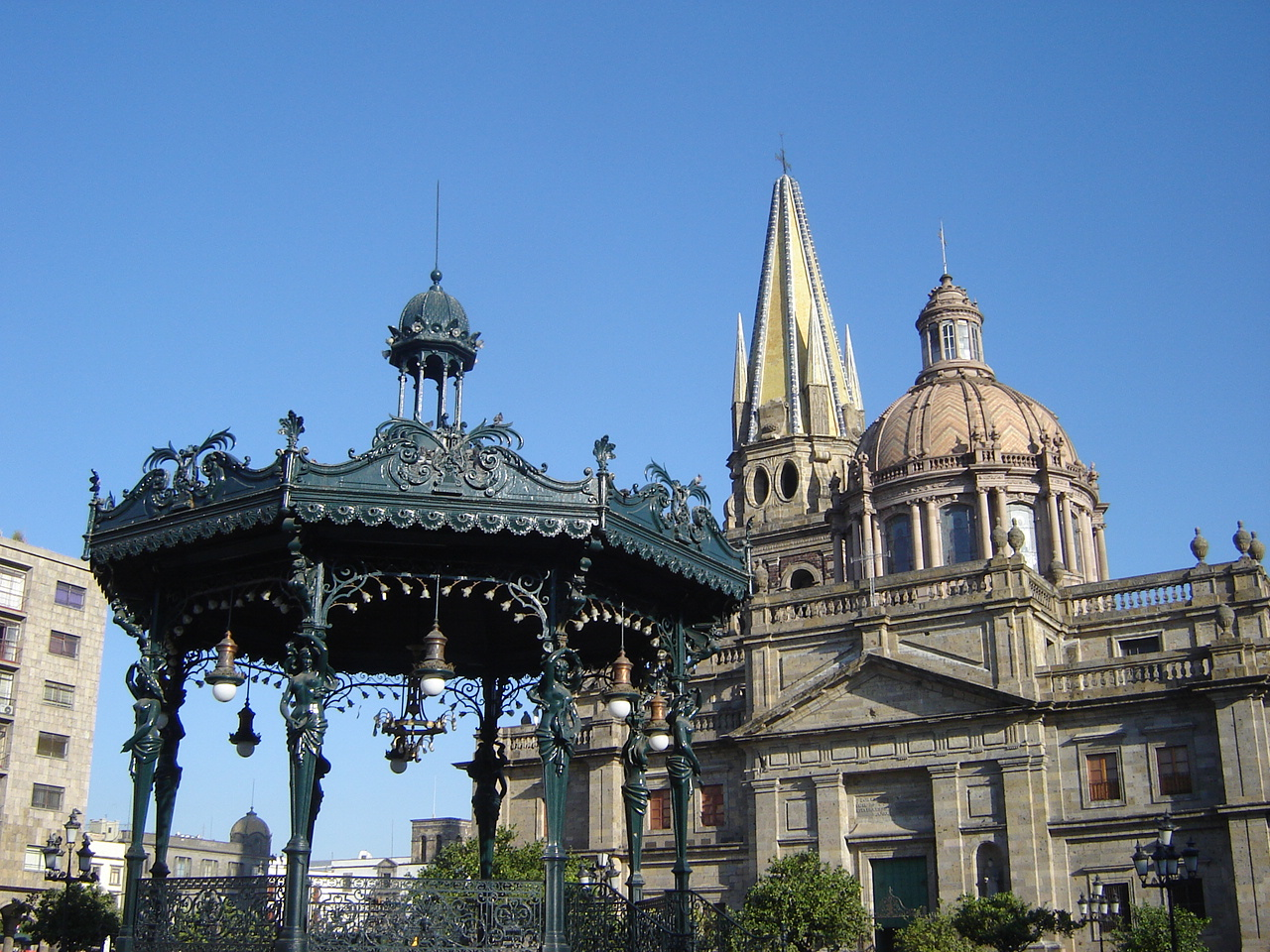
Vista de la Catedral de Guadalajara, México, la ciudad natal de María Inés.

Proviene de una familia con una fuerte tradición musical por parte de su padre. Sus tíos eran músicos y solían cantar, tocar el piano y la guitarra, y organizar veladas musicales en casa como una forma de entretenimiento. Criada en una familia católica, cursó su educación básica en el Roosevelt School de Guadalajara. Durante su vida académica, se destacó por sus buenas calificaciones, su inclusión en el cuadro de honor y su participación en la escolta. En su niñez realizó comerciales, participó como modelo en distintos eventos, y además inicia sus estudios en piano. Posteriormente, estudió la educación media superior en PrepaTec, en la modalidad bicultural, y también inició cursos básicos de francés. Asistió al Instituto Tecnológico y de Estudios Superiores de Monterrey, Campus Guadalajara, una de las más prestigiosas y reconocidas escuelas en México y Latinoamérica, en su carrera de Arquitectura. Estaba interesada en tener una carrera en el mundo del entretenimiento, particularmente en la actuación y el canto, participando en comedias musicales de manera amateur, entre las cuales se destacan La bella y la bestia, Vaselina y Cats. 
Durante su estadía en el Tecnológico de Monterrey formó parte del ensamble teatral y coro "Estampas de México", con el que participó en una gira por Europa, específicamente en Francia, Bélgica y Holanda, interpretando música mexicana. Sin embargo, mientras se encontraba en París, Francia, le informan que fue seleccionada para participar en el programa de televisión La Academia de TV Azteca en México, después de haber realizado la audición antes de viajar. A pesar de haber truncado la carrera de Arquitectura en el segundo semestre, en 2012 concluye la carrera en Desarrollo Humano con mención honorífica en la Universidad Tec Milenio. En diciembre de 2016 concluyó una maestría en Estudios Humanísticos con especialidad en Literatura en el Tecnológico de Monterrey.
María Inés menciona el tema «Te quiero», un poema original de Mario Benedetti, como uno de los más significativos en su vida. Este poema ha tenido un impacto especial en su trayectoria, ya que lo interpretó por primera vez a dúo con su hermano Óscar en la preparatoria. Posteriormente, lo cantó en el funeral de su abuela materna acompañada por sus compañeros de coro, y lo interpretó como solista durante su participación en La Academia. En 2023, grabó una versión de este poema junto a Miriam Solís, Carlos Quezada y Daniel Chávez.

### 2002-2003: inicios de su carrera
María Inés fue seleccionada después de una audición de más de cincuenta mil personas en México para formar parte de los catorce participantes del programa de televisión musical La Academia de TV Azteca, en su primera generación. A diferencia de sus demás compañeros, la noticia sorpresa de que había sido elegida fue muy singular, ya que se encontraba en la ciudad de París, Francia, en una gira con el ensamble teatral "Estampas de México" del Tecnológico de Monterrey. Con tan solo dieciocho años asistió a audicionar el 26 de mayo de 2002 en la Cámara de Comercio en Guadalajara siendo la participante número trece; y en donde interpretó las canciones «Mi reflejo», «Desdén» y «Costumbres». Sobre su audición ha comentado lo siguiente:

«Yo voy con el equipo de coro del Tec de Monterrey, yo estaba estudiando Arquitectura, pero todas las tardes teníamos el ensamble, que era el coro y la comedia musical. Y en eso yo vi un comercial donde anunciaban La Academia, entonces fui a decirles si ya habían visto el comercial, que iba a haber un nuevo reality en Azteca para cantantes y demás. Y decidimos todos ir al casting, y nosotros lo veíamos realmente como un juego. El casting duró todo el día, era una prueba, te tenías que esperar un ratote para a hacer la siguiente si es que te quedabas, y yo fui quedándome, pasaba una eliminatoria, y otra, y nadie lo podía creer, porque era… “¿cómo?, ¿María Inés va a pasar?, ¿pasó la primera eliminatoria?”. Yo era tan tímida, ese día las piernas me temblaban, sentía que los nervios me iban a traicionar en cualquier momento... canté con toda el alma, no sé si lo hice bien o lo hice mal, pero de lo que sí estoy segura es que lo hice con toda mi verdad. No lo sufrimos, fuimos a divertirnos y finalmente con esa tranquilidad fue que quizás vieron algo, algo en mí. Y pues de ahí, a partir de ese momento cambió radicalmente mi vida».

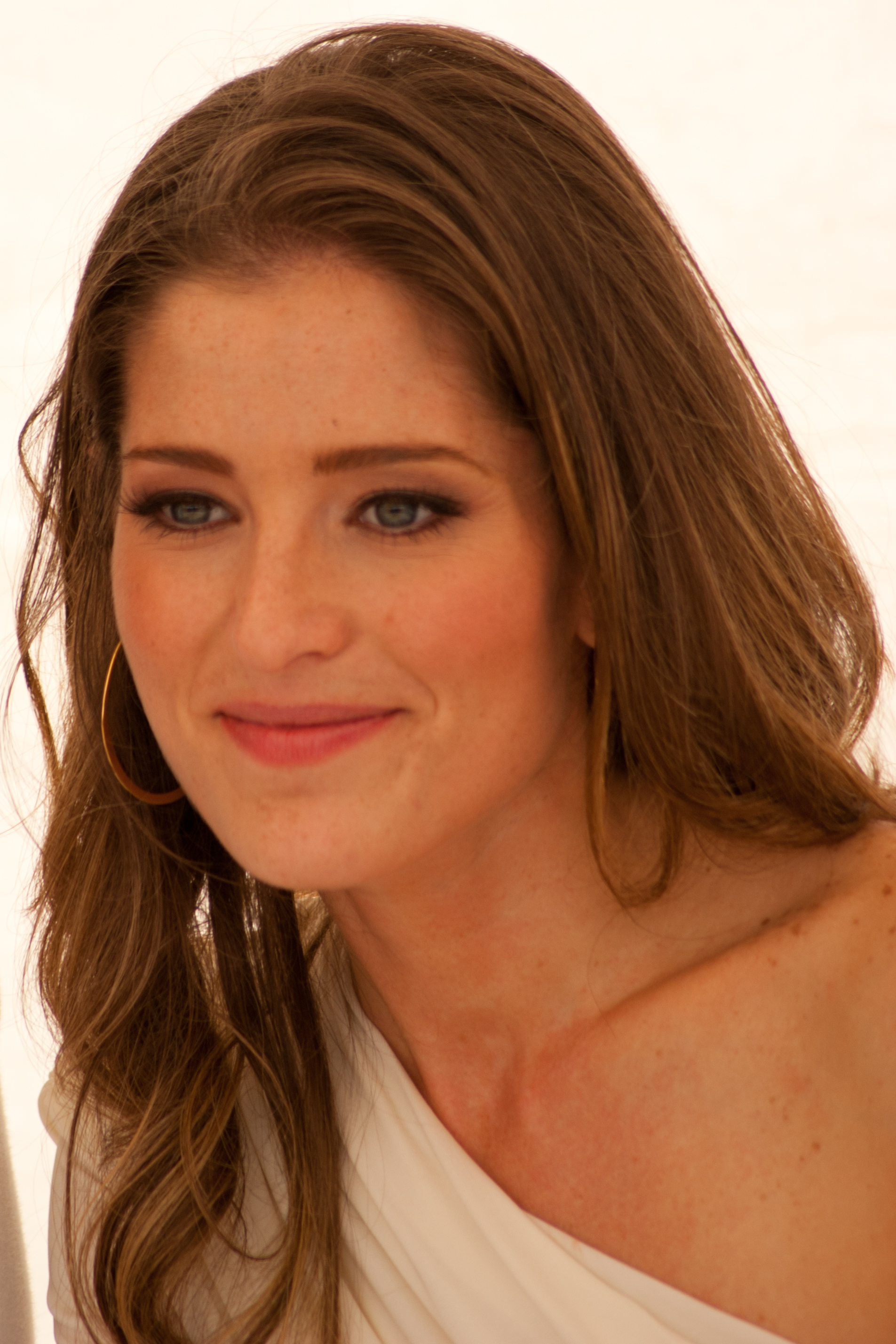
María Inés durante una firma de autógrafos en 2011.

Desde su primer concierto, destacó entre sus compañeras por su belleza y su voz única, con un timbre similar al de reconocidas cantantes como Ana Torroja, Amaia Montero y Jeanette, aunque probablemente con un registro vocal limitado. A lo largo de la competencia recibió tanto críticas buenas como regulares, el tema «Hijo de la luna» se convirtió en una de sus mejores interpretaciones durante el programa de televisión; y es que no solo fue aplaudida por el público, sino por sus maestros y los expertos en música que reconocieron su talento al cantar con piano en vivo. 
María Inés fue un caso particular, ya que fue expulsada por primera vez en el sexto concierto donde interpretó «Yo no soy esa mujer»; posteriormente gracias al éxito del programa, la producción decide realizar un concierto de participantes expulsados, donde tuvo la oportunidad de ingresar nuevamente al ser una de los tres participantes más votados del concierto, con su interpretación de «Se fue». Sin embargo, en el concierto decimocuarto volvió a ser expulsada cuando interpretó la canción «Cuéntame». En el décimo quinto concierto se repite el mismo formato de concierto de participantes expulsados, pero esta vez no logra ingresar con la interpretación de «No llores por mí Argentina», tema que ella misma eligió al considerarlo uno de sus favoritos. Otros temas que interpretó en el programa de televisión fueron «Me nace del corazón», «Así es la vida», «I want it that way», «Soledad», «Te quiero», «Mírame», «Ay amor» y «Rueda mi mente». La primera generación lanzó veintiún álbumes con las canciones interpretadas en los conciertos dominicales y recibió disco de diamante por más de un millón y medio de copias vendidas en México. Después de La Academia, inicia una gira junto a sus compañeros de generación con más de sesenta fechas, con presentaciones en México, Estados Unidos y Centroamérica. Obtuvieron siete fechas en el Auditorio Nacional, cinco fechas en el Universal Amphitheatre y una más en el Zócalo Capitalino. A pesar del éxito de la gira, María Inés enfrentó varios incidentes desagradables durante algunos conciertos, en los que fue objeto de agresiones, insultos y abucheos por parte del público. En una ocasión, incluso fue alcanzada por jitomates lanzados por la audiencia en Mexicali. Estos incidentes estuvieron relacionados con su relación sentimental con su compañero Raúl Sandoval en ese momento.
Simultáneamente a la gira por distintas partes del país, fue invitada a participar en un papel antagónico en la telenovela Enamórate, debutando como actriz en televisión y compartiendo créditos con Martha Higareda y Yahir, además de José Antonio de la O. Durante esta etapa TV Azteca decide realizar el programa de televisión Desafío de estrellas, una competencia entre los treinta y dos participantes de las dos primeras generaciones de La Academia, sin embargo, María Inés no logra figurar entre los finalistas, siendo eliminada en el cuarto concierto con la interpretación de «El 7 de septiembre», único tema que cantó como solista en el programa, y que después de «Hijo de la luna» se volvió icónico al interpretar nuevamente una canción de Mecano. Posteriormente Homenaje a fue el último programa musical en el que participó, en estos conciertos los participantes interpretaban canciones de algún artista en concreto; temas como «No huyas de mí», «Me gustas tal como eres», «Llueve sobre mojado» y «No lastimes más» fueron del agrado del público en varios conciertos. María Inés logra alcanzar el sexto lugar en el concierto de "Homenaje a grandes intérpretes españoles" con la canción «Te amaré» de Miguel Bosé. Tema que ella misma declinó cantar en su última participación.    
En julio de 2003, lanza su primer álbum homónimo como solista, titulado María Inés, el cual en parte fue escrito y producido por Eduardo Posada, Carlos Lara y Max Di Carlo, y publicado bajo el sello BMG. El álbum fue grabado y producido en México, España y Estados Unidos; contiene cuatro temas inéditos, «Atrévete a vivir», «Te amaré», «Dj tonight» y «A través de tu recuerdo», este último el único sencillo desprendido de la producción y que fue elegido por sus seguidores a través de su entonces página web oficial. También se incluyen los covers «Se fue», «Hijo de la luna», «Soledad», «Rueda mi mente» y «No llores por mí Argentina», temas que interpretó y grabó en estudio durante su estancia en La Academia. El álbum recibió buena aceptación y tuvo un éxito moderado en México tras vender alrededor de treinta mil copias, no obstante, María Inés recibió su carta de retiro por el sello discográfico BMG-Ariola, tras disolverse y unirse a la compañía Sony Music, a pesar de haber firmado un contrato por cinco discos. En cuanto a la promoción del álbum declaró años después que no se hizo de manera correcta y que su faceta como presentadora del programa Con sello de mujer le despertó una gran inquietud en el campo de la comunicación, dejando a un lado su carrera de cantante por el momento. A partir de 2018 el álbum completo se encuentra disponible en distintas plataformas de música digital como Apple Music, Deezer, YouTube Music y Spotify.

### 2004-2008: consolidación como presentadora y debut en teatro
Hacía finales de 2003, tras realizar una audición junto a la actriz Marimar Vega, la productora Magda Rodríguez la invita como presentadora titular del programa Con sello de mujer, en sustitución de Anette Cuburu, iniciando formalmente su carrera como presentadora de televisión. En marzo de 2004 formó parte del elenco de la obra "Las princesas y sus príncipes", compartiendo créditos junto a Mark Tacher y Paola Núñez, siendo su incursión al teatro de manera profesional en el papel de las princesas de Disney "Aurora" y "Cenicienta". En noviembre de 2004 y tras casi un año en el programa matutino Con sello de mujer, hizo un receso en su carrera para estudiar música y diseño en San Antonio, Texas; sin embargo, en agosto de 2005 regresa nuevamente a México como presentadora del programa. Durante el programa participó junto a Maggie Hegyi, Tere Bermea, Gloria Pérez-Jácome, Pamela Cerdeira, entre otras. Además es invitada por la televisora al programa de televisión Bailando por un millón, reality show en el que varios famosos participaban junto a su pareja de baile en distintas coreografías, el programa tuvo dos etapas logrando María Inés llegar a la final en ambas, en la primera etapa obteniendo el cuarto lugar y para la segunda etapa el segundo lugar de la competencia.

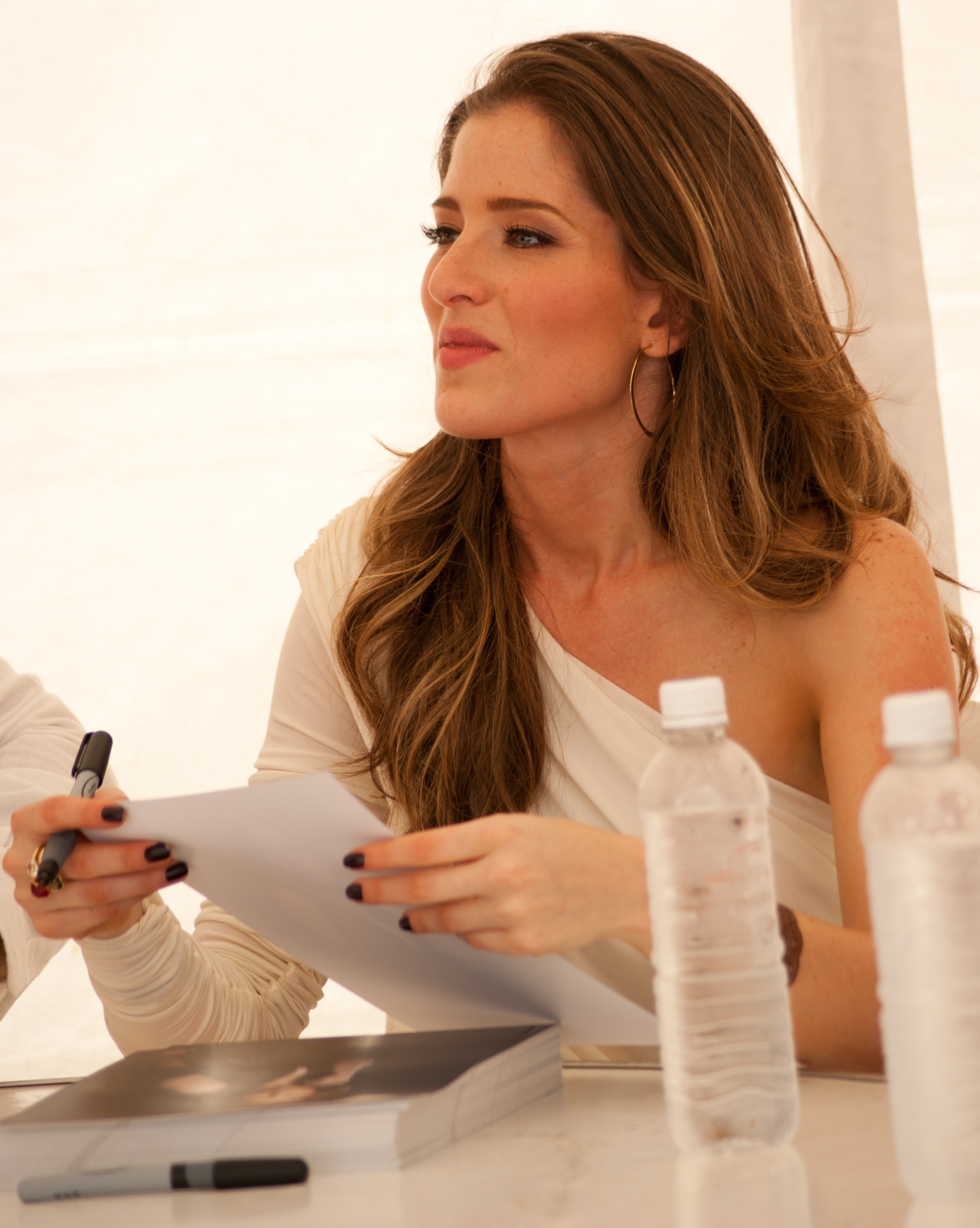
María Inés en 2011.

En marzo de 2007, anuncia su salida del programa Con sello de mujer, pese a su repentina y definitiva salida del programa, sería un año de mucho trabajo y proyectos rumbo a la consolidación de su carrera artística, por un lado en TV Azteca se le estaba dando la oportunidad de presentar junto a Alejandro Lukini y Paula Sánchez, el programa de revista matutino Chiflando y aplaudiendo, quien sustituía en horario a Con sello de mujer, pero al poco tiempo sale del aire debido a la baja audiencia; no obstante también mantenía al aire el reality show dominical denominado Disco de oro, programa que consolidó su carrera como presentadora de televisión a lado del cantante venezolano José Luis Rodríguez y en el que participaron cantantes como Karina, Beatriz Adriana, Lila Deneken y Nicho Hinojosa. Como figura pública, su imagen también estaba al aire con la serie de comerciales de la tienda Elektra, además de grabar un capítulo especial de los cien años de Grupo Salinas en el programa unitario Lo que callamos las mujeres, lo cual significó su posicionamiento y reconocimiento televisivo. En teatro nuevamente se le estaba presentando una segunda oportunidad, esta vez en el papel de "Campanita", un personaje virtual en la obra de teatro Peter Pan, y que debido a los requerimientos del personaje como holograma, y a la transmisión del programa Disco de oro, grabó su participación total del montaje. El personaje de Campanita se pudo percibir a través de cicloramas en las escenas que interactuaba junto a Lolita Cortés y Jaime Camil en el teatro Aldama.
Para el segundo semestre del año y ya habiendo finalizado su participación en Disco de oro, presenta el reality show High School Musical: la selección junto al presentador Roger González. La emisión fue una colaboración entre TV Azteca y Disney en el que se realizó un casting entre jóvenes para seleccionar de entre dieciocho aspirantes a una pareja que protagonice la versión mexicana de la película High School Musical. A la par de este programa de televisión llega otra oportunidad en teatro; durante su participación en la obra Peter Pan, conoce al actor Jaime Camil, quien éste a su vez la invita a realizar casting para la tercera puesta en escena de la comedia musical El diluvio que viene. Tras realizar audición y ser aceptada por la productora teatral Fela Fábregas, obtiene el papel protagónico como "Clementina", personaje por el que recibió buenas críticas en su actuación, baile y crecimiento vocal; en donde además de Jaime Camil alternando junto a Ernesto D'Alessio, también participan los actores Carmen Delgado, María Filippini y Patricio Castillo. 
Adicionalmente, se lanza una producción discográfica con los temas musicales de la obra, en donde María Inés se destaca por temas como «Bella noche sin sueño», «Que pena que sea pecado» y «Cuando el arca se detenga», dicho álbum se encontraba de venta en el teatro San Rafael. Sin duda su participación en esta obra marcó un cambio en su carrera al ser reconocido su talento artístico por la prensa, críticos teatrales y el público en general. Además obtiene el premio ACPT como «mejor actriz revelación», reconocimiento otorgado por la Agrupación de Críticos y Periodistas de Teatro; y gana un premio Bravo en la misma categoría otorgado por la Asociación Rafael Banquells, A. C. a lo más destacado en teatro.     
En 2008, junto al actor Martín Altomaro presenta el programa Aguas con el muro, basado en el formato japonés conocido mundialmente como Hole in the wall, el mecanismo básico del programa consistía en que los participantes conformados por dos grupos de tres personas, adoptaban las extrañas formas caladas en los muros de unicel para atravesarlos y así evitar caer en una piscina de agua. Finalmente el programa concluyó, obteniendo solo una primera temporada, en donde además también había un invitado famoso. En este año es también invitada como presentadora del programa Póker de reinas y Camino a la fama de La Academia: Última generación.
En la actuación, en televisión nuevamente graba un unitario del programa Lo que callamos las mujeres en el que relata la historia de su vida poco antes de ingresar a La Academia; y participa en un capítulo de la serie Cambio de vida, ambos de Televisión Azteca. Por otra parte incursiona como actriz de doblaje en la serie infantil Los imaginadores de Disney Channel en el papel de "Nina" en donde también canta algunos temas de la serie; y dobla la voz para un personaje en la película Marido por accidente.

### 2009-2013: incursión en espectáculos e internacionalización
Para inicios de 2009, María Inés participa como presentadora del Juguetón junto a Fernando del Solar, más tarde nuevamente a lado de Roger González presenta el programa infantil Planeta Disney, donde cada domingo transmitían un par de películas producidas por Disney y además realizaban reportajes, entrevistas e interacciones con el público desde los estudios de Disney en California y Walt Disney World en Florida. Participa en los programas especiales ¿Quién mató a Michael Jackson? y Mi México; además nuevamente en el programa Camino a la fama, esta vez denominado "La Academia: al descubierto" de la séptima generación.

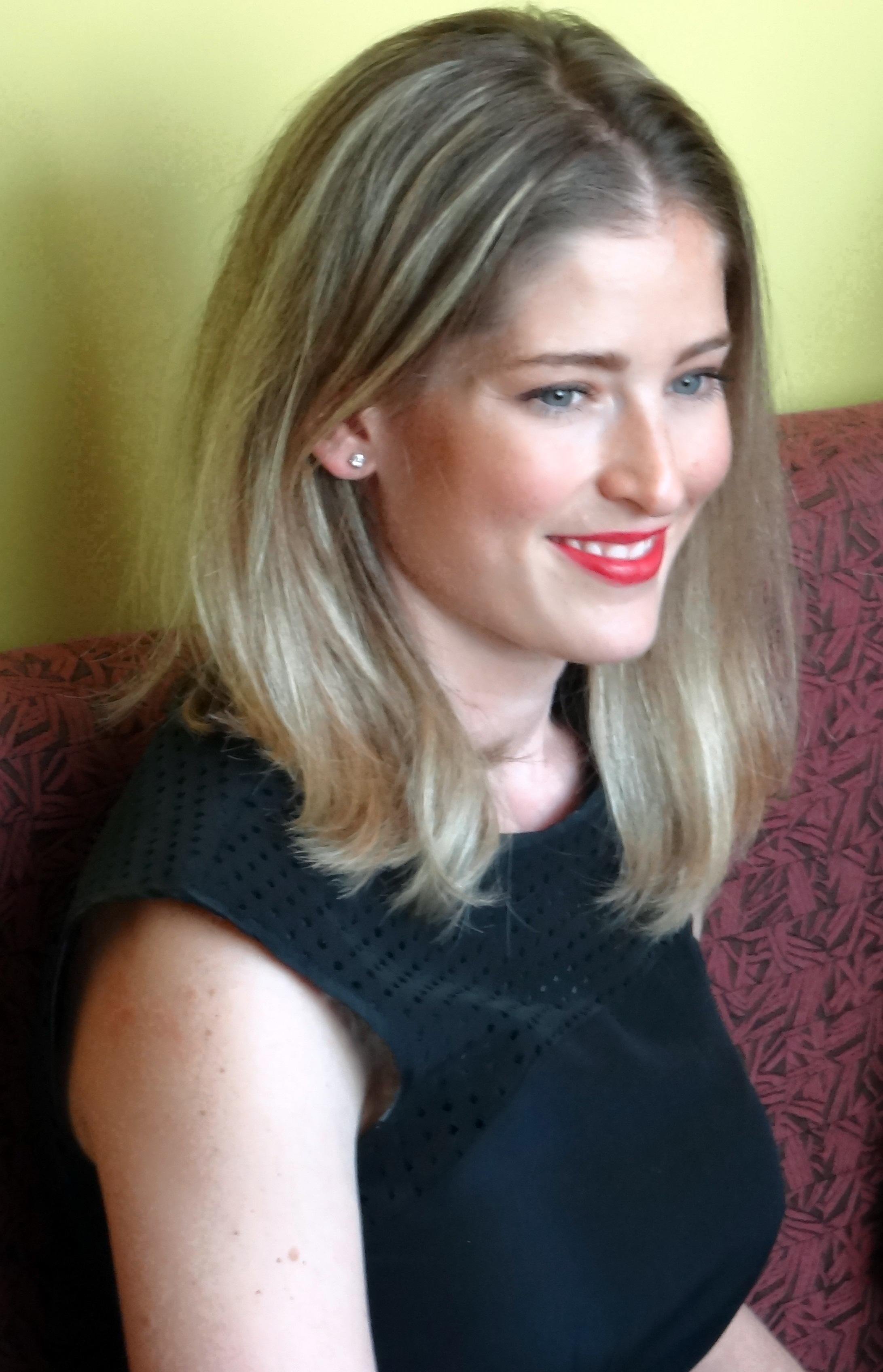
María Inés durante una entrevista en 2015.

Luego de haber presentado programas de revista, concurso e infantiles llega la oportunidad de reemplazar a la presentadora Inés Gómez Mont en el programa de espectáculos Los 25+, una nueva etapa en su carrera, ya que jamás había presentado un programa de este corte periodístico. Sin embargo su elección como presentadora del programa fue tras cuatro castings en el que aspiraron más de treinta personas entre cantantes, actrices y modelos.
Participó un tiempo muy breve en la obra de teatro Los monólogos de la vagina, en el papel de la mujer tres, en el que entre otros monólogos se destaca por la emisión de una serie de gemidos; actuó junto a las actrices Janet Arceo y Nuria Bages en el teatro del hotel NH de la Ciudad de México.
Posteriormente y aunado a su trabajo en TV Azteca, participa en 2010 como presentadora del programa "FTV Mag México" del canal Fashion TV, quien luego es sustituido por el canal Glitz*, al igual el programa cambió de nombre a Update para su segunda temporada, con el cual María Inés logra mayor difusión gracias a la transmisión del programa en distintos países de Latinoamérica.
Para abril de 2011,. luego de haber participado en Planeta Disney y High School Musical, estrena en México y en parte de la zona norte de Latinoamérica La florería de Sofía, serie infantil transmitida por Disney Junior y Disney Channel. La serie fue grabada totalmente en Buenos Aires, Argentina y en el que cada programa se busca el desarrollo emocional y social de los niños, a través de juegos, bailes y canciones en un ambiente colorido. María Inés grabó veinte temas junto al también actor David Muri y la actriz Seidy Bercht. Además de la serie infantil prestó su voz al canal Disney Junior, al grabarle el tema institucional conocido como «Donde la magia comienza», el cual se puede escuchar en los promocionales musicales. También participó en el doblaje de la séptima temporada de la serie estadounidense Grey's Anatomy en el papel de la doctora "Lucy Fields".
Para noviembre del mismo año participa en una emisión a través de internet denominada "El café de los martes", en el que se reúne nuevamente a sus compañeras del programa Con sello de mujer Maggie Hegyi, Pamela Cerdeira y Gabriela Quiroga, en el que se reunían a platicar sobre intereses de la mujer en el ámbito social y cultural; sin embargo por cuestiones de trabajo declinó seguir en el proyecto.
En junio de 2012, inició el décimo aniversario de la primera generación de La Academia, por lo cual María Inés junto a sus compañeros intentaron realizar en un reencuentro grupal. La presentación oficial del concepto Primera Generación se realizó en el primer concierto de La Academia: 10 años, donde se hizo el lanzamiento del tema «Ten fe» compuesto por sus compañeras Laura y Wendolee. Posteriormente se realizó la grabación del videoclip del mismo tema, el cual fue lanzado el 13 de septiembre de 2013 a través de la página de vídeos YouTube. Pese a que se había contemplado la realización de una gira de conciertos por el interior de la república mexicana; finalmente solo se concretó un concierto en Tlalpujahua de Rayón, Morelia; en donde María Inés participó en algunos popurrís grupales, así como solista con una nueva versión del tema «Hijo de la luna», canción que la hiciera famosa. También se mencionó el lanzamiento de una nueva producción discográfica con algunos temas como solistas, así como canciones totalmente inéditas, sin embargo este proyecto tampoco se concretó.
En septiembre de 2012 presenta en televisión Estilo DF en la cadena E! Entertainment Television, posteriormente María Inés fue sustituida por Eugenia Debayle en la segunda temporada. Participó también en el canal por un corto tiempo en E! Latin News en sustitución de John Paul Ospina. En este mismo año realiza doblaje en las películas The Accidental Husband, Una Chihuahua de Beverly Hills 3, Santa Paws 2: The Santa pups, y Tinker Bell: Secret of the Wings, en las últimas dos además de dar voz a los personajes, también graba los temas musicales «Ya vienen los cachorros de Santa» y «Nos verás», respectivamente.

### 2014-2018: retiro temporal, reencuentro Primera Generación
En 2014 continúa su participación en el programa Los 25+ que entre distintos cambios, los invitados que sólo comentaban acerca de los enlistados, ahora participaban en las diferentes secciones que incluían retos y juegos con puntajes. En la décima segunda temporada en 2015 se realizó un "Rally de verano", en donde además de famosos invitados, gente del público participaba en las dinámicas que fueron grabadas en diferentes espacios de la Ciudad de México. Fue sin duda el trabajo que más popularidad le dio en México, hasta su última transmisión en noviembre de 2015. Entre finales de 2015 y el primer semestre de 2017, se enfocó en su vida personal, dejando por un tiempo breve su carrera artística.
En 2017 se cumplió el décimo quinto aniversario del inicio del programa La Academia, por lo que en conferencia de prensa, María Inés junto a sus compañeros anunciaron un segundo reencuentro bajo el concepto Primera Generación, dando el inicio de su gira «Inseparables Tour» el 24 de agosto en el Auditorio Nacional de la Ciudad de México. En dicho concierto del Auditorio Nacional interpretó los temas «Hijo de la luna», «Te amaré» y «Deja que salga la luna», con este último donde demostró parte de su crecimiento y potencia vocal, haciendo uso de falsetes en el tema compuesto por José Alfredo Jiménez. Durante la promoción que se hizo del concierto se le vio por primera vez a María Inés en varios programas de televisión como Mojoe, Hoy, Es de noche y ya llegué, Tu casa TV, Sale el sol, entre otros. El 4 de agosto se hizo el lanzamiento oficial del sencillo «Inseparables» en las plataformas digitales, así como el lanzamiento del videoclip a través de la plataforma YouTube. 

### 2019-2022: redes sociales, regreso a los medios

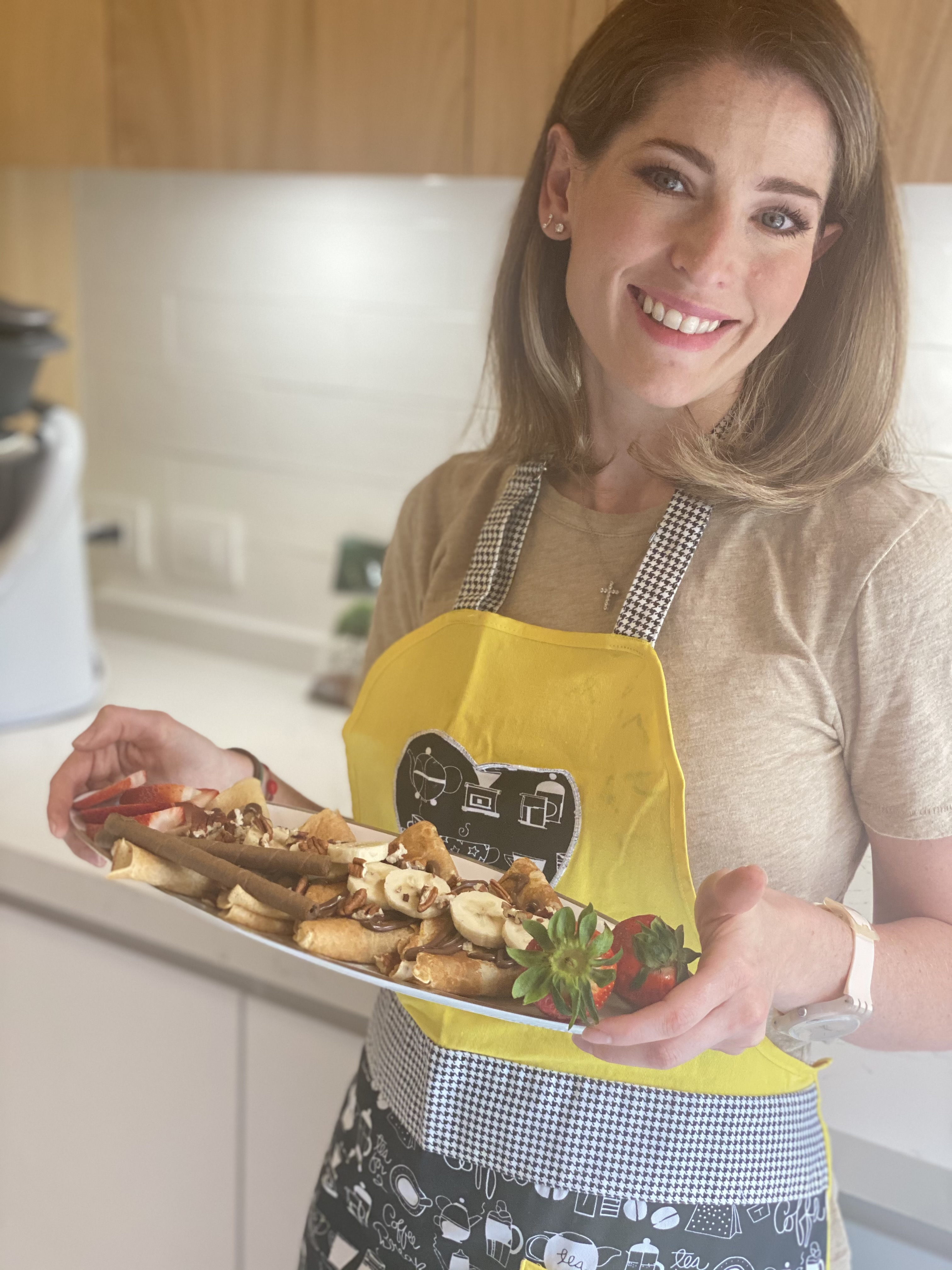
María Inés en 2021.

En 2019 formó parte de la agencia Bobo Producciones, comandada por el cantante Ari Borovoy. En agosto de 2019 en medio de rumores de un posible divorcio de su esposo Gustavo Guzmán, estuvo invitada como presentadora en el programa Venga la alegría. También se le vio en el concierto de su compañera Myriam por sus 17 años de carrera en la Ciudad de México, donde compartió el escenario y cantó los temas a dueto «Te amaré» y «The rose». En este mismo año participó en el doblaje cinematográfico de Frozen II, en el papel de la reina Iduna. 
Durante la pandemia de enfermedad por coronavirus de 2020 en México, estuvo más activa en todas sus redes sociales, donde se le vio compartir distintas recetas de cocina, interpretar a piano varios covers, así como varios ejercicios, y actividades recreativas con sus hijos. El 20 de julio de 2020 estrenó junto a Gabriela Quiroga y Laisha Wilkins el programa de televisión La caja de Pandora (LCDP), en el que regresó a la conducción después de más de tres años de ausencia en televisión; ingresando al canal Multimedios Televisión durante siete meses hasta su salida en febrero de 2021. El 25 de julio de 2020 se llevó a cabo un concierto virtual de Primera Generación en el que María Inés participó junto a siete de sus excompañeros, e interpretó los temas «Hijo de la luna» y «Alma mía». A partir del martes 18 de agosto estrenó junto a Estrella el programa Mujeres impares en la red social Facebook, donde presentaban distintos temas a través de pláticas y en el que también tenían un experto invitado, finalmente concluyó en mayo de 2021. 
En el primer semestre de 2022, hizo el lanzamiento de su primer libro infantil musical titulado "Siente y canta con María Inés", promocionándolo en varios medios de comunicación como TV Azteca, Multimedios TV e Imagen Televisión. Sustituyó temporalmente a Mónica Noguera en el programa de espectáculos De primera mano de Imagen Televisión, pero finalmente declinó su participación por convivir con sus hijos, sin embargo participó como conductora invitada algunas semanas. El 22 de septiembre se hizo el lanzamiento en plataformas digitales del tema «We are the world», colaboración junto al grupo Los Kemp, con quienes también grabó un video oficial.

### 2023-presente: retorno a su carrera musical
En el primer semestre de 2023, estuvo como presentadora invitada en los programas Sale el sol y Venga la alegría. El 14 de julio se hizo el lanzamiento en plataformas musicales del sencillo «Te quiero», poema de Mario Benedetti, el cual interpreta a a capela junto a Miriam Solís, Carlos Quezada y Daniel Chávez. El 16 de agosto, participó como cantante en el aniversario de la productora Indie Show, donde interpretó un popurrí de canciones de Luis Miguel y la canción «Let's Fall In Love». En este mismo año dio a conocer su regreso a los escenarios como cantante, al formar parte del grupo musical Reinas de corazones, junto a Shanik Aspe, Kristal Silva, Jimena Gállego y Emma Escalante. En los distintos conciertos se le vio interpretar popurrís y varios temas, destacando como solista con canciones como «Sin él» y «Que ganas de no verte nunca más». 
El 11 de junio de 2024, se hizo el lanzamiento de la canción «Alguien» en plataformas digitales, composición de Fidel López y con arreglos de su excompañero de La Academia, el cantante Miguel Ángel Chapital.
El 3 de noviembre de 2024, tuvo la oportunidad de interpretar el Himno Nacional Mexicano en la ceremonia de apertura de la NBA Mexico City Game 2024 con Reinas de corazones en la Arena Ciudad de México.

## Arte

### Estilo musical y voz
Desde su paso por los programas de televisión La Academia, Desafío de estrellas y Homenaje a, su música fue generalmente pop y balada romántica; y es que llegó a interpretar temas de Laura Pausini, Flans, Paulina Rubio, y Timbiriche. A menudo fue influenciada por el pop español con temas de Mecano, La Oreja de Van Gogh, Camilo Sesto y Miguel Bosé. La productora mexicana y crítica Amparo Rubín, concluyó en uno de los conciertos: «Las personas creen que solo eres bella por fuera, pero tú tienes una gran estética y un espíritu fino interiormente, tienes un timbre singularísimo, tipo Ana Torroja, La Oreja de Van Gogh, gente que vende muchos discos y que no tiene que alardear, tienes una singularidad que te quieren quitar. La fuerza de esta mujer es su timidez, es su ángel, es su encanto, no la vuelvan común, ella es singular. Yo como productora te produciría un disco». Sin embargo, en su primer álbum como solista "María Inés", además de la balada romántica y del pop, también se incluye el género dance pop tal como se puede reflejar en el tema «Dj tonight», mismo que además se encuentra completamente en inglés. Para 2012 dijo estar interesada en retornar a la música, de preferencia fuese con un álbum en el género folk o el soul, algo que reflejara su estilo personal; en algún momento de su vida mencionó su interés por grabar un dueto con el ahora fallecido cantante Armando Manzanero.
María Inés cuenta con un timbre de voz de soprano ligera. Al comienzo de su carrera, su registro vocal parecía limitado y inconsistente en las notas agudas, aunque mostraba mayor estabilidad en su voz de pecho y una notable capacidad para alcanzar notas graves. Sin embargo, después de su participación en el musical "El diluvio que viene", demostró una notable mejora en su calidad vocal, logrando matizar su voz, un vibrato sólido y consistente, y mostrando gran seguridad en las notas agudas. Desde su ingreso en La Academia, hubo una gran controversia en torno a su calidad vocal, ya que algunas personas cuestionaron su talento y le hicieron dudar de sus habilidades musicales. En algunas entrevistas ha comentado acerca de lo anterior:

«Antes de entrar a La Academia realmente siempre pertenecía al coro de la escuela, claro todo a nivel universitario; pero nunca desafinaba, era de las que siempre tenía los solos, y acá llega el pánico escénico, el pavor y te dicen: "tú no cantas, tú eres bonita nada más", y te la crees. Realmente lo que a mí me hacía falta era más seguridad, no a hacer tanto caso a la crítica negativa, y saber que no tengo una gran potencia de voz, pero que soy afinada, que puedo cantar lindo claro que sí. Cantar me encanta, pero entendí que no es mi camino y tampoco estoy buscando desarrollarme en ese ámbito, no es mi sueño, claro que me gusta la música, seguiré haciendo doblaje y mis programas con Disney. Ya habrá tiempo de hacer discos. Yo acepté que no iba a hacer conciertos, que no iba a hacer discos, que no iba a ser la cantante que México estaba esperando, por supuesto que no. Acepto que no tengo una voz potente, acepto que no tengo una voz para mariachi, pero... pero canto».

Después de años María Inés Guerra se mentalizó metas y retos, para cerciorarse de su talento vocal, logrando descubrir con mucho éxito que puede hacer teatro musical, que pudo ser la voz y grabarle canciones a la compañía Disney; y que quizá no hará conciertos como solista en el Auditorio Nacional, pero tampoco es su objetivo hacerlo.
En 2017 durante la gira de reencuentro de Primera Generación, María Inés logró sorprender al público con su crecimiento y potencia vocal,  así como su interpretación en el tema «Deja que salga la luna» al hacer uso de falsetes, mostrando gran seguridad en el escenario, tal como se observó en el concierto ofrecido en el Auditorio Nacional.

## Vida personal

### Matrimonio y familia
En 2008 durante un torneo anual de golf de TV Azteca, María Inés, quien fungía como presentadora del evento, conoció a Gustavo Guzmán Favela, director del periódico "Más por más", con quien, al poco tiempo, inicia una relación sentimental. El 23 de febrero de 2013 María Inés recibió anillo de compromiso en el Palacio de Bellas Artes mientras la pareja se encontraba en un concierto de la cantante Eugenia León. Posteriormente, el 7 de septiembre del mismo año, tras cinco años de noviazgo, se casaron en una ceremonia privada en el Colegio de las Vizcaínas, recinto barroco que ocupa una manzana entera en el Centro Histórico de la Ciudad de México, al que asistieron más de mil invitados.
En octubre de 2013, María Inés anunció que estaba esperando un hijo de su esposo, naciendo su primogénito Pedro Pablo, el 19 de mayo de 2014, pesando alrededor de tres kilos doscientos gramos y midiendo cincuenta y uno centímetros. El 7 de marzo de 2016 dio a luz a su segunda hija con el nombre de María Inés. El 8 de septiembre de 2018 nació su tercer hijo, a quien nombró Luciano.
En agosto de 2019, confirma el divorcio con su comprometido Gustavo Guzmán, confirmándose posteriormente la disolución de su matrimonio.

### Estudios e intereses

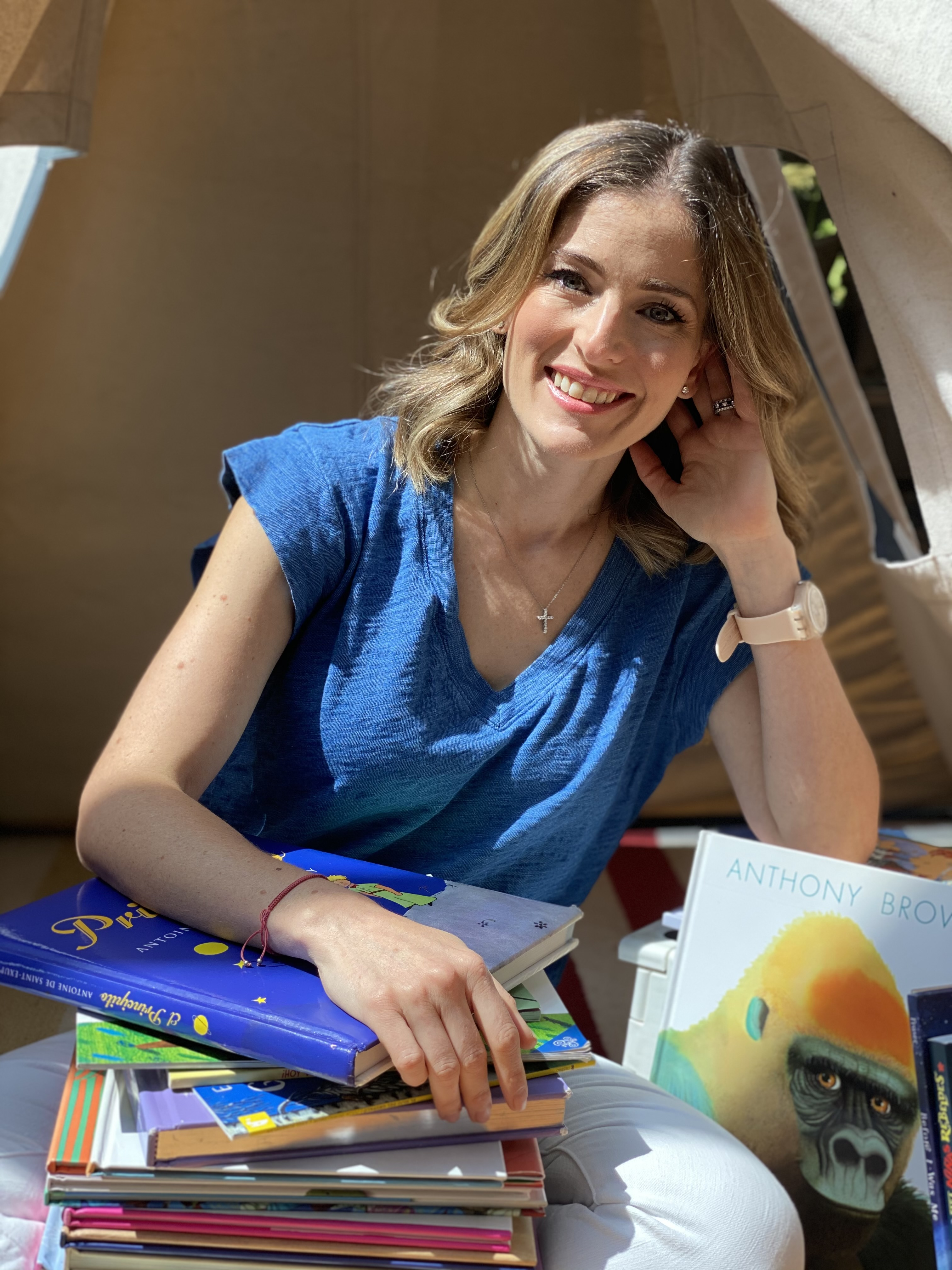
María Inés y su gusto por la lectura.

En 2002 María Inés cursaba el segundo semestre de la carrera de Arquitectura en el Instituto Tecnológico y de Estudios Superiores de Monterrey, Campus Guadalajara, sin embargo dicha carrera quedó trunca tras participar en La Academia. Posteriormente mencionó en distintas entrevistas su deseo por concluir una licenciatura, es así como en 2012 concluye la carrera en Desarrollo Humano en la Universidad Tecmilenio, donde se destacó por obtener mención honorífica en su generación. En ese mismo año comienza a estudiar una maestría en Estudios Humanísticos, con especialidad en Literatura, misma que concluyó en diciembre de 2016 en el Tecnológico de Monterrey. Además de español e inglés, ha tomado clases de francés, pues es en París donde algún día le gustaría trabajar. El saxofón y el piano son instrumentos que sabe utilizar, siendo el segundo su favorito, y es que a través de sus redes sociales se le ha visto interpretar temas como «Mientes tan bien», «La barca» y «Contigo en la distancia». A lo largo de su vida ha realizado distintas carreras deportivas y medios maratones.  
Destaca entre sus intereses musicales la música de mariachi, citando a José Alfredo Jiménez; y en otros géneros es admiradora de cantantes como Norah Jones, Regina Spektor, Marco Antonio Muñiz y Luis Miguel, de este último ha declarado que le gustaría entrevistarlo algún día; «Creo me gustaría entrevistar a Luis Miguel porque existe una idea preconcebida de él y hasta que no lo conoces no puedes decir nada acerca de su persona», dijo en una entrevista. También ha mencionado en repetidas ocasiones su fascinación por la obra del escritor japonés Haruki Murakami, a quién de igual forma le gustaría entrevistarlo. Por otra parte se considera hogareña y ha demostrado en sus redes sociales su gusto por cocinar, principalmente postres.

### Altruismo
En julio del 2011, María Inés junto a Fernando del Solar inauguraron la ludoteca del Hospital Psiquiátrico Infantil: Juan N. Navarro en la Ciudad de México en donde, los presentadores compartieron juegos, de la misma forma que repartieron fotografías y autógrafos con más de cincuenta niños. Además de la inauguración se dio cita para convivir y dar lectura a un cuento llamado "El león que se vio en el agua", lectura que fue apoyada por los niños, mientras esta los hacía partícipes de la historia protagonizada por un felino. María Inés comentó sus deseos de seguir dando continuidad a esta clase de labores, mencionó que al concluir sus estudios en Desarrollo Humano buscaría realizar su servicio social dentro del hospital.
En agosto de 2011 junto a la Universidad Panamericana, María Inés busca la creación de una biblioteca infantil, mediante la donación de libros infantiles para niños de escasos recursos. Dicha labor altruista fue apoyada además por los fanes de la cantante, quienes donaron un gran número de publicaciones para niños de siete a quince años de edad. Para marzo de 2012 convivió con más de cien infantes de la Fundación a favor del niño, I.A.P., como parte del programa "Cuenta cuentos" de la Fundación CIE, en cuyo evento además se rompieron un par de piñatas, se entregaron regalos y en donde María Inés se unió así a la labor de integrar a un ambiente más sano y de hogar a los pequeños de escasos recursos asistidos por la institución, en la cual se leyeron los títulos: "La señora y el águila" y "El hombre mal educado". En junio de 2016 apoya a la campaña "Leer para estar bien", con el objetivo de fomentar con mayor interés la lectura en los niños mexicanos de todo el país.
Para principios de 2014 María Inés crea la Fundación Mexicanos del mañana, la cual tiene como principal objetivo fomentar actividades recreativas y deportivas en niños mexicanos. Además de realizar una campaña anual de repartición de cobijas a personas de escasos recursos, tal ese así que en febrero de 2014 se repartieron más de dos mil cobijas para habitantes de poblados en Xochimilco, más de cinco mil personas recibieron este apoyo durante la temporada invernal, con el fin de reducir los estragos de las bajas temperaturas sobre todo en niños y adultos mayores de zonas vulnerables.

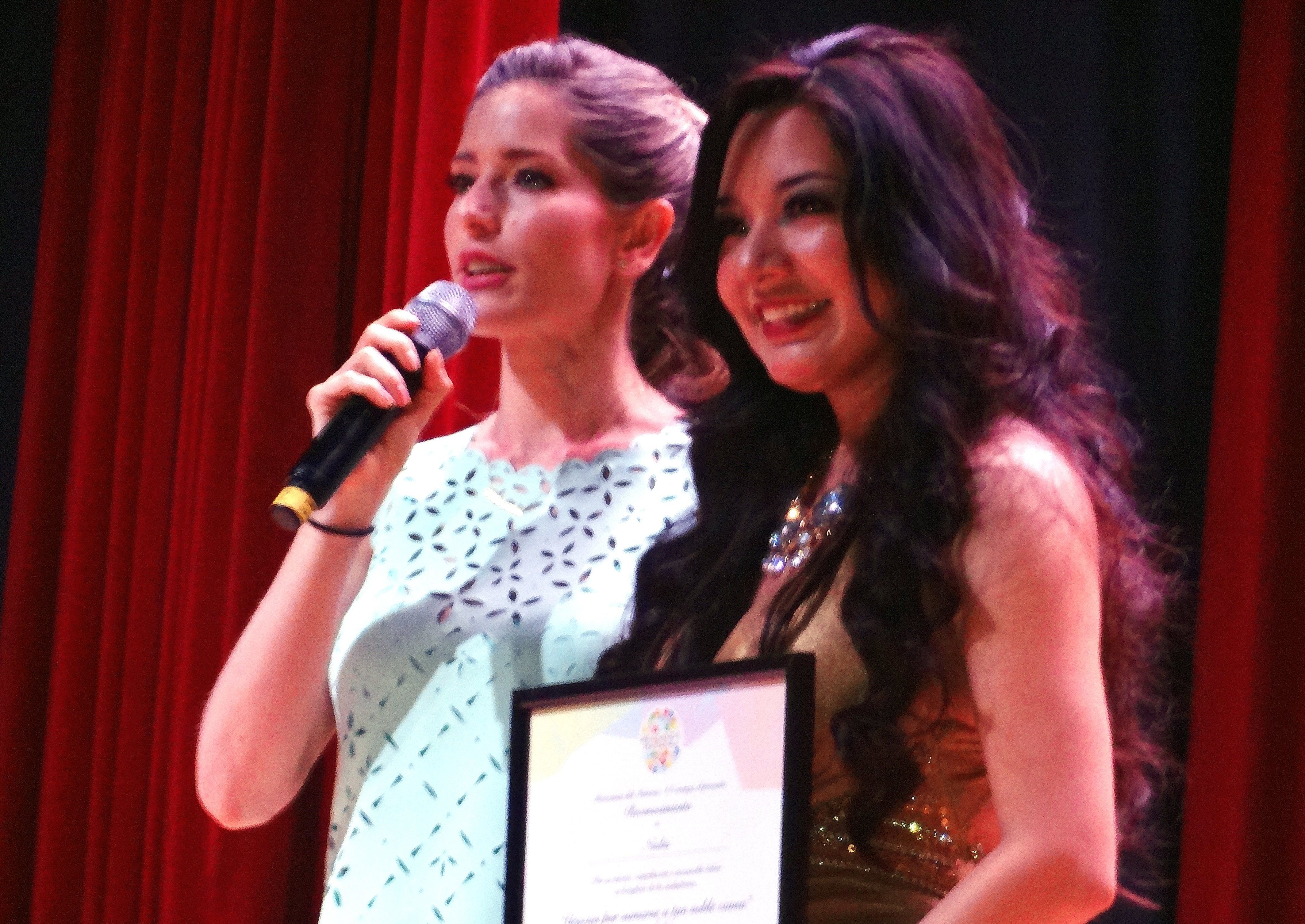
María Inés junto a Nadia en un concierto benéfico en 2015.

En abril de 2014 las paredes del Centro de Asistencia e Integración Social (CAIS) Azcapotzalco fueron pintadas de colores para generar una nueva visión a todos los niños que habitaban el albergue. Los artistas principales fueron trece niños que residían en el lugar y que con la participación de María Inés, proporcionaron ideas para realizar un mural y así poder destacar cualidades artísticas de cada uno de ellos. Al término del mismo, se vieron reflejados árboles, y una gran variedad de animales que brindaron la oportunidad de mostrar, cómo un espacio, se convierte en un lugar de grandes creaciones. En mayo del mismo año se realizó una galería de arte para apoyar a los niños del CAIS Azcapotzalco y generar en ellos el hábito del esfuerzo y el ahorro, el gobierno delegacional y Mexicanos del mañana realizaron en la Casa de Cultura de la demarcación, una subasta de creaciones artísticas hechas por los niños. Cuadros de hadas, personajes de ficción, paisajes, alcancías y objetos de decoración elaborados con semillas, pintura, cartón y papel, fueron las piezas en las que los niños trabajaron para que pudieran ser presentadas y puestas en venta. El evento contó con la presencia del Jefe Delegacional, Sergio Palacios Trejo, quién destacó a la fundación, así como a María Inés, la labor altruista en este tipo de eventos.
Para agosto de 2014, maratonistas de veintisiete países participaron en el maratón de la Ciudad de México, que busca posicionarse entre los mejores diez maratones de todo el mundo. Por su parte, el titular del Instituto del deporte, Horacio de la Vega, dijo que buscarían ser certificados en distintos eventos deportivos, ya que cada año se llevan a cabo más de trescientos veinte eventos de este tipo en la ciudad; y agradeció a representantes de dieciocho fundaciones, como María Inés, de Mexicanos del mañana, por apoyar el desarrollo del evento, ya que el diez por ciento de los veinte mil corredores provenían de estas asociaciones.
Junto a la fundación se ha lanzado el concepto «Concierto con causa», evento benéfico que busca la recaudación de fondos financieros, y en el que han participado Nadia y Estrella Veloz Llamas, donando un concierto.

## Imagen publicitaria

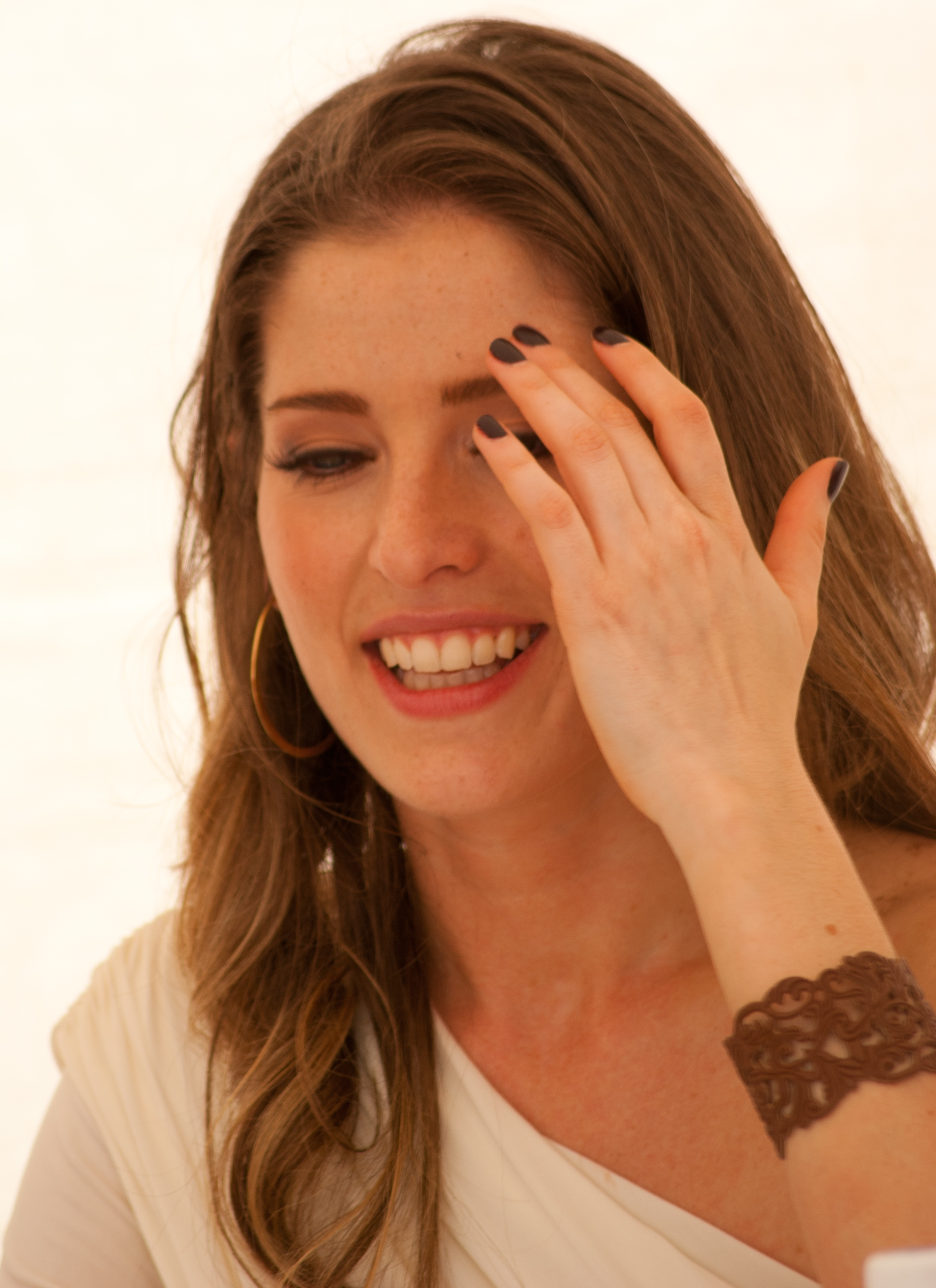
María Inés en 2011.

En el año 2003, después de la gira de La Academia, María Inés realizó junto a sus compañeras de generación, la cortinilla de entrada oficial del programa Con sello de mujer. A largo de su carrera en televisión ha realizado varios anuncios publicitarios, el primero a nivel nacional fue para la marca de sartenes Ecko, en el año 2007 fue la imagen de la tienda Elektra, ambas marcas las presentó junto a la primera actriz Evangelina Elizondo, creando una mancuerna muy reconocida en México al grado de relacionarlas como nieta y abuela respectivamente; posteriormente fue imagen del shampoo para cabello de la marca Ma Evans. En 2012 es imagen en los comerciales del papel higiénico Kleenex Cottonelle y en 2014 retoma la campaña publicitaria con la misma marca. En 2015 es imagen de los promocionales del alimento para bebé Gerber.
En 2010, se vuelve la embajadora de la marca de bolsas y accesorios Longchamp y por segundo año consecutivo representa a la marca para la temporada otoño-invierno 2011. Es en este mismo año, junto a Cecilia Piñeiro, Mariana Torres y Ana Layevska, se convierte en embajadora de la marca de joyería Tous en México; además embajadora de la marca de zapatos Nine CO y al mismo tiempo se vuelve embajadora de la marca para el cuidado y tratamiento del cabello Kérastase, junto a Andrea Torre y Geraldine Bazán.
En mayo del 2011 se convierte en vocera de la marca Reebok y de la campaña «Diviértete leyendo» por parte del Consejo de la Comunicación. En septiembre del 2011 es embajadora de la campaña «México se siente», en la cual se exhorta a apreciar y recomendar la riqueza cultural y bellezas naturales que son disfrutables a través de los sentidos, María Inés recibió el nombramiento de manos del entonces presidente de México, Felipe Calderón. En noviembre del 2011 participa en la campaña de los "Diez mandamientos", en donde se difunde las aportaciones y cambios que han realizado las mujeres en la sociedad contemporánea, dicha campaña fue compartida con la también presentadora Anette Michel.
En enero del 2012, se une a la campaña «Proyecto EsMX» dónde se busca mostrar un México enriquecido en diseño de arquitectura, moda y arte así como identidad femenina y fotografía. Nuevamente es embajadora de las marcas Tous y Kérastase, para su colección 2012 y una sesión de belleza, respectivamente. Es también en el mes de febrero que se vuelve imagen de la línea de autobuses ADO.
En 2013 es vocera de la marca Nestlé, en el lanzamiento del yogurth Griego. En 2017 participó en la campaña publicitaria de la marca Alpura. En 2020 a través de sus redes se le vio anunciando marcas como Marias Gamesa y avena Quaker.

### Revistas y publicaciones
En 2007, fue la imagen de la marca de zapatos Modeli, en donde modeló junto al presentador Alan Tacher, en una campaña de venta por catálogo: otoño-invierno y el de primavera-verano del año 2009. En 2013, nuevamente forma parte del catálogo de la marca, en esta ocasión para la temporada primavera-verano y otoño-invierno. Apareció como modelo de vestidos de quinceañera, en la revista en línea de Ventaneando. Meses más tarde reaparece en la portada por ser la nueva presentadora del programa de espectáculos Los 25+. En octubre del 2010 es portada nuevamente y en esta ocasión presenta fotografías de su viaje a Argentina para la grabación de la serie infantil La florería de Sofía.

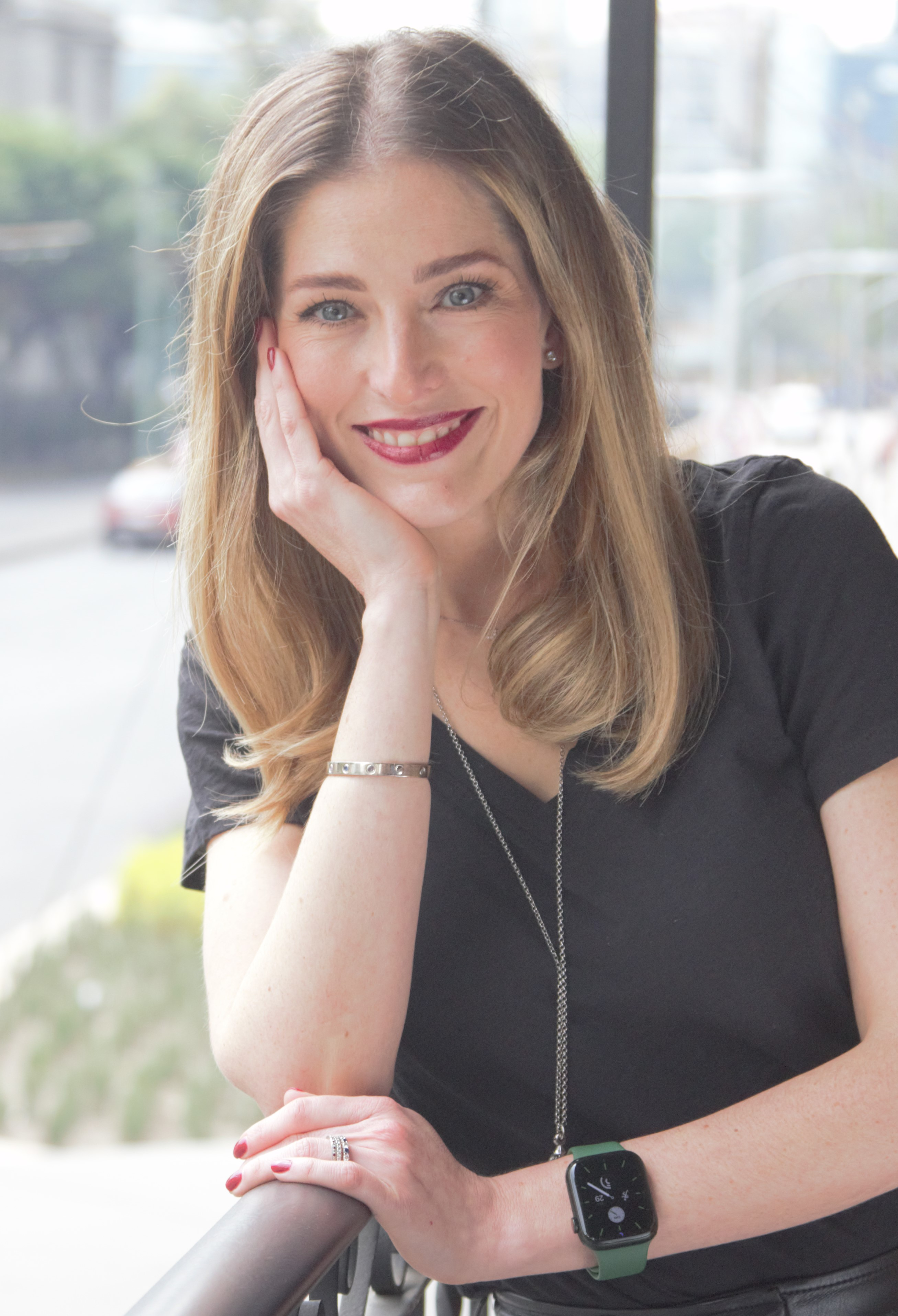
María Inés en 2022.

Ha realizado varias apariciones y reportajes en diferentes periódicos y revistas, destacando la presentación en 2008 por la revista Quién, como una de las «diez chicas más guapas de México», al lado de Altaír Jarabo y Belinda. En el mismo año apareció en la revista OK, la cual reunió a las doce mujeres más guapas de México para su segundo aniversario, en la publicación, además participaron las actrices Adriana Louvier, Maite Perroni y Paola Núñez, entre otras. En octubre de 2009 se destaca también una editorial de doce fotografías en Glow Magazine y en diciembre de ese mismo año suma un artículo de la edición de In Style Magazine versión latinoamericana.
Ana Silvia Garza publicó un libro llamado Pro edad, Dove en el que cincuenta y tres personalidades diferentes dedicaron un pensamiento a cada una de sus madres, María Inés Guerra participó junto a otras personalidades del espectáculo como Fernanda Familiar, y Dominika Paleta, entre otras. En julio del 2011 realiza publicaciones en las revistas Dónde ir, Excelsior TV, Actual, Gente, 15 a 20 y nuevamente en las revistas OK e In Style Magazine, en esta última nombrada como uno de los personajes más sexys de ese año. Para la edición diciembre de ¡Hola! México realiza una sesión especial de fotografías en vestidos de novia. En febrero de 2012 hace publicaciones en la revista Cosmo Español, en marzo realiza reportaje en Clase In del diario El Universal, para el mes de septiembre también hace un reportaje junto a Lía Ferré en la revista ¡Hola! México y en la Revista Central. En 2013 también hace reportajes en Quién. Para marzo de 2014 aparece en un reportaje para la revista ¡Hola! México, en el cual platica acerca de su primer embarazo; y en el mes de agosto hace la presentación de Pedro Pablo, su primogénito.
Además de reportajes, ha sido portada en varias revistas de circulación mexicana, una de las primeras fue la revista Eve y la edición Modama, en febrero del 2011 apareció en la revista Kena, en el mes de abril fue portada de la editorial Cocina con alegría junto a Fernando del Solar, en junio de este mismo año fue portada en la revista Club de corredores y en la edición de agosto es portada de Veintitantos. En 2012, es portada en la revista Imagen Fashion, en la edición del mes de julio, en donde aparece con un look de la «década de 1920» de la marca Gucci; y también aparece en septiembre para la revista Women's Health. En 2013 aparece en la portada del editorial Five Secrets en la edición de diciembre, junto al presentador mexicano Renato López. En mayo de 2015 aparece en la portada de la revista MujerDF.

## Otros proyectos
María Inés fungió como reportera del programa matutino Con sello de mujer por unas semanas, entrevistando a celebridades del medio artístico, esto antes de ser conductora titular. En paralelo con su carrera como presentadora de televisión, ha entrevistado a destacadas personalidades de los ámbitos político, deportivo, social y artístico. Entre ellos se encuentran Jorge Castañeda, Elena Poniatowska, Noel Schajris, Fey y Leonardo García, de quienes era admiradora. Así mismo entrevistó a la escritora Guadalupe Loaeza, quien en una dedicatoria en uno de sus libros le escribió; «Para María Inés: cuyo color de ojos, hubiera inspirado, seguro a Agustín Lara una canción de amor».  

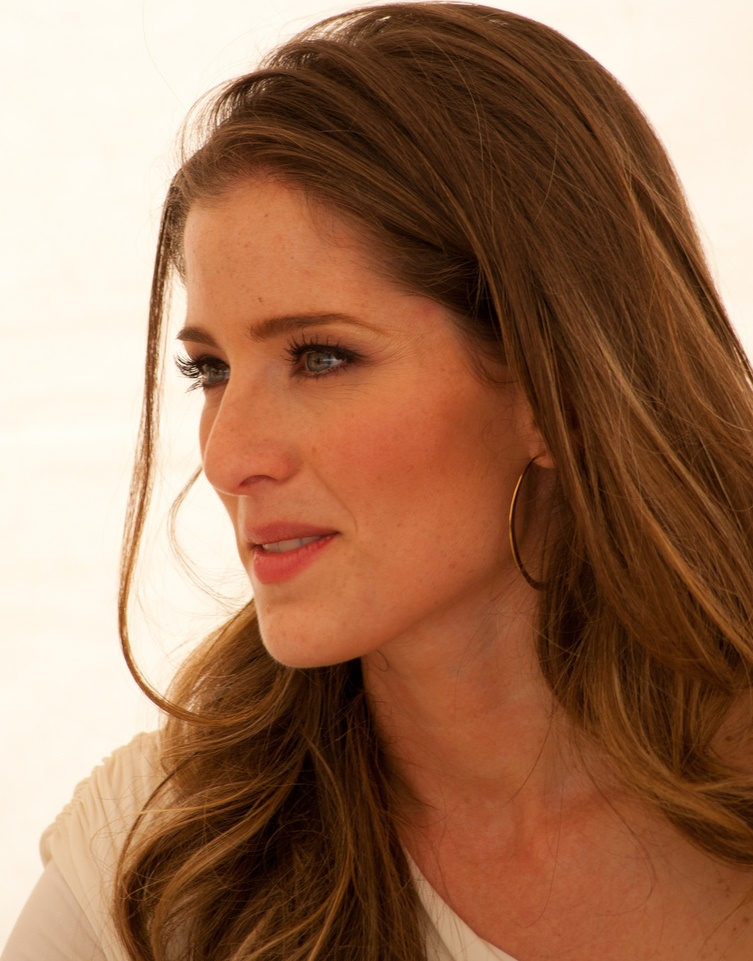
María Inés en 2011.

Las canciones «Ay amor» y «Mírame» que interpretó durante La Academia han sido utilizadas para representar dos capítulos del programa unitario La vida es una canción. Fue representada en uno de los sketches cómicos de la serie Descontrol, programa de dibujos animados computarizados, en donde hicieron parodia del programa Con sello de mujer. En dos ocasiones ha sido partícipe de las bromas hechas por el programa de comedia Ya cayó.
Durante su carrera ha sido entrevistada por programas como Ventaneando, La historia detrás del mito, Cada mañana, La hora de los kids, Las mujeres, Ciudad capital, Top Ten, Javier Poza en Fórmula, Entre lo público y lo privado, Todo para la mujer, Al tú x tú, Tiene que ver, Historias engarzadas, La vida es una canción y Famosos en jaque. Ha participado en algunos programas de concurso de Televisión Azteca como Reina por un día, Para todos, Doble cara, Si te la sabes cántala, Sexos en guerra y El asesino. También ha hecho aparición como cantante junto a la agrupación Primera Generación en popurrís de La Academia en algunas ediciones, así como interpretar el «Ave María» y el tema «Ten fe» en el programa especial de Las mañanitas a la virgen.
Participó en el mundial de fútbol Alemania 2006, realizando la sección "Alemania de sol a sol" junto a Jean Duverger y Alejandra Uridiaín, en donde reportaban y mostraban la vida nocturna de Alemania, sede del magno evento deportivo.
En el año 2009, incursionó en un programa de radio de la cadena Exa FM, en donde todos los domingos daba comentarios y resúmenes de los conciertos de "La nueva academia". Así como estar invitada en dos ocasiones en el programa de Shanik Berman, en el cual dio comentarios acerca de algunos famosos del espectáculo. En 2010 fue invitada a participar como jurado en la VI Entrega de Premios a la Belleza Elle. En agosto de 2013 es invitada al programa "La cabina Exa", en donde presentó algunas de sus canciones favoritas, así como «A través de tu recuerdo», canción de su disco publicado en 2003.

### Diseñadora y empresaria
En 2011, se convierte en diseñadora y empresaria a través de su propia colección de joyería en plata, dicha línea lleva su nombre y consta de aproximadamente cuarenta modelos dirigidos a niñas, jóvenes y mujeres adultas.
Para este proyecto realizó una alianza con los Talleres de los Ballesteros, empresa fundada en 1937 y considerada como una de las productoras más importantes de joyería y orfebrería en México, por lo que desearon trabajar con plata exclusivamente, ya que México es el principal país productor de este metal; y además se utilizaron piedras naturales semipreciosas como el coral y turquesa. Anillos grandes, pulseras, dijes, collares intercambiables, aretes chicos y grandes, así como broches para el cabello estarían a disposición del público en distintas ciudades del país.

### Escritora y compositora
En 2022 hizo público el lanzamiento de su primer libro titulado «Siente y canta con María Inés», un libro musical infantil que busca apoyar la imaginación de chicos y grandes para que a través de tres cuentos, puedan cuestionar sus emociones y aceptarlas. Cada cuento viene acompañado de tres canciones que llevan el mismo nombre, «Respira ya», «¿A qué sabe el miedo?», y «Algodón de azúcar». Además se incluye los respectivos manuales para padres en los que se aconseja la importancia de la respiración, el sueño y la conexión con las emociones.

## Premios y reconocimientos
| Año  | Organización                                                 | Trabajo              | Categoría               | Resultado |
| ---- | ------------------------------------------------------------ | -------------------- | ----------------------- | --------- |
| 2005 | Premios Micrófono de oro                                     | Con sello de mujer   | Trayectoria             | Ganadora  |
| 2008 | Premios Bravo                                                | El diluvio que viene | Mejor actriz revelación | Ganadora  |
| 2008 | Premios de la Agrupación de Críticos y Periodistas de Teatro | El diluvio que viene | Mejor actriz revelación | Ganadora  |
| 2011 | Galardón de oro                                              | Los 25+              | Trayectoria             | Ganadora  |

## Trayectoria

### Televisión
| Año       | Título                           | Personaje               | Notas                                        |
| --------- | -------------------------------- | ----------------------- | -------------------------------------------- |
| 2003      | Enamórate                        | "Dulce María Alcázares" | Antagonista                                  |
| 2007      | Lo que callamos las mujeres      | "Ofelia"/"Lorena"       | Capítulo especial: "Cien años Grupo Salinas" |
| 2008      | Lo que callamos las mujeres      | Ella misma              | Capítulo especial: "Las alas de mi alma"     |
| 2008      | Cambio de vida                   | "Alejandra"             | Capítulo: "Herida absurda"                   |
| 2008-2011 | Los imaginadores                 | "Nina"                  | Doblaje                                      |
| 2009      | Lo que callamos las mujeres      | "Mónica"                | Capítulo: "Como hijo propio"                 |
| 2011      | Grey's Anatomy                   | "Dra. Lucy Fields"      | Doblaje                                      |
| 2011      | La florería de Sofía             | "Sofía"                 | Protagonista                                 |
| 2020      | Mucho más allá: Creando Frozen 2 | Evan Rachel Wood        | Doblaje                                      |

### Cine
| Año  | Título                                             | Personaje   | Notas   |
| ---- | -------------------------------------------------- | ----------- | ------- |
| 2008 | Marido por accidente                               | Marcy       | Doblaje |
| 2012 | Tinker Bell: El secreto de las hadas               | Spike       | Doblaje |
| 2012 | Una chihuahua de Beverly Hills 3: ¡Viva la fiesta! | Rachel Ashe | Doblaje |
| 2012 | Santa Paws 2: Los cachorros de Santa               | Sra. Paws   | Doblaje |
| 2019 | Frozen II                                          | Reina Iduna | Doblaje |

### Teatro
| Año  | Título                        | Personaje         | Notas               |
| ---- | ----------------------------- | ----------------- | ------------------- |
| 2004 | Las princesas y sus príncipes | Cenicienta/Aurora |                     |
| 2007 | Peter Pan                     | Campanita         |                     |
| 2007 | El diluvio que viene          | Clementina        | Protagonista        |
| 2010 | Los monólogos de la vagina    | Mujer 3           | Actriz invitada #82 |

### Videografía
| Año  | Tema                              | Artista                         | Notas    |
| ---- | --------------------------------- | ------------------------------- | -------- |
| 2006 | «Cha cha (versión Alemania 2006)» | Chelo                           | Cameo    |
| 2008 | «Si tú no estás»                  | La Libre                        | Modelo   |
| 2012 | «Urge»                            | Raúl Sandoval                   | Modelo   |
| 2013 | «Ten fe»                          | Primera Generación              | Cantante |
| 2017 | «Inseparables»                    | Primera Generación              | Cantante |
| 2022 | «La mala costumbre»               | Miguel Ángel Rodríguez Chapital | Cantante |
| 2022 | «Respira ya»                      | Ella misma                      | Cantante |
| 2022 | «¿A qué sabe el miedo?»           | Ella misma                      | Cantante |
| 2022 | «Algodón de azúcar»               | Ella misma                      | Cantante |
| 2022 | «We are the world»                | Los Kemp                        | Cantante |
| 2024 | «Alguien»                         | Ella misma                      | Cantante |

### Presentadora

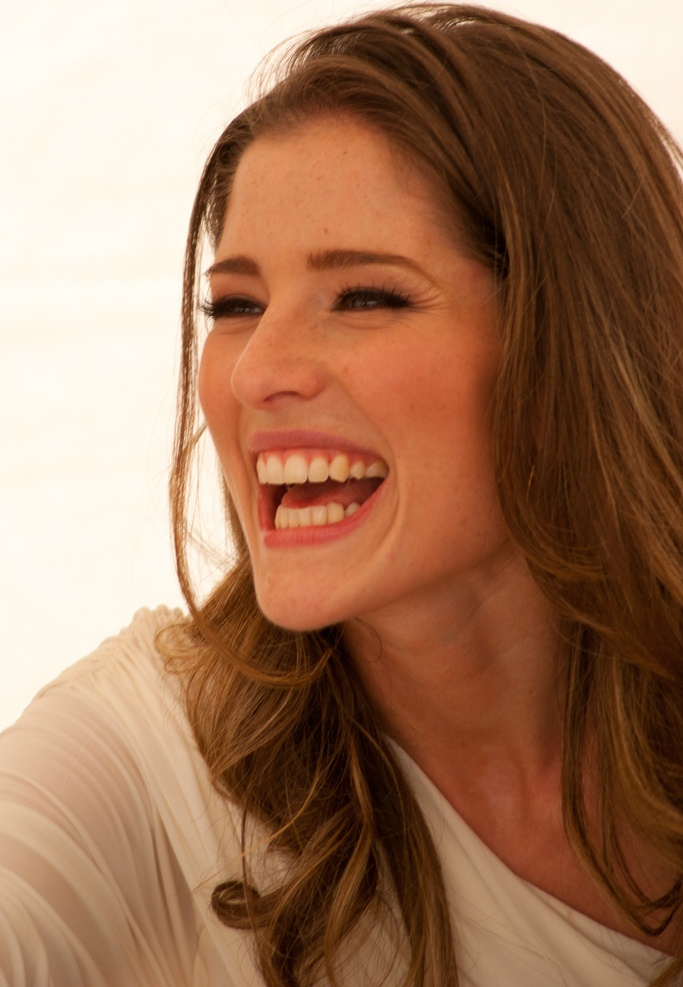
María Inés en 2011.

| Año       | Programa                                        | Notas                 |
| --------- | ----------------------------------------------- | --------------------- |
| 2003-2007 | Con sello de mujer                              | Presentadora          |
| 2006      | Especial año nuevo con Telcel                   | Presentadora invitada |
| 2007      | Disco de oro                                    | Presentadora          |
| 2007      | Chiflando y aplaudiendo                         | Presentadora          |
| 2007      | Especial: La Academia cinco años después        | Presentadora invitada |
| 2007      | Las Lunas del Auditorio Nacional                | Presentadora invitada |
| 2007      | High School Musical: la selección               | Presentadora          |
| 2008      | Camino a la fama: La Academia última generación | Presentadora          |
| 2008      | Póker de reinas                                 | Presentadora invitada |
| 2008      | Venga la alegría                                | Presentadora invitada |
| 2008      | Aguas con el muro                               | Invitada              |
| 2008      | Premios de Belleza Elle                         | Presentadora invitada |
| 2008      | Las Lunas del Auditorio Nacional                | Presentadora invitada |
| 2009      | Juguetón Azteca                                 | Presentadora invitada |
| 2009      | Planeta Disney                                  | Presentadora          |
| 2009      | Especial: ¿Quién mató a Michael Jackson?        | Presentadora invitada |
| 2009      | Especial: Mi México                             | Presentadora invitada |
| 2009      | Las Lunas del Auditorio Nacional                | Presentadora invitada |
| 2009      | La Academia: al descubierto                     | Presentadora          |
| 2009-2015 | Los 25+                                         | Presentadora          |
| 2010      | Los siete expertos... en el cuidado del cabello | Presentadora          |
| 2010      | FTV Mag México                                  | Presentadora          |
| 2010      | Update                                          | Presentadora          |
| 2011      | Las Lunas del Auditorio Nacional                | Presentadora invitada |
| 2012      | Sorteo Pronósticos                              | Presentadora invitada |
| 2012      | El café de los martes                           | Presentadora          |
| 2012      | E! Latin News                                   | Presentadora invitada |
| 2012      | Estilo DF                                       | Primera temporada     |
| 2013      | Juguetón Azteca                                 | Presentadora invitada |
| 2015      | Ellas arriba                                    | Presentadora invitada |
| 2017      | Sale el sol                                     | Presentadora invitada |
| 2020-2021 | La caja de Pandora (LCDP)                       | Presentadora          |
| 2022      | De primera mano                                 | Presentadora invitada |
| 2023      | Venga la alegría                                | Presentadora invitada |
| 2023      | Sale el sol                                     | Presentadora invitada |

### Pódcast
| Año       | Programa            | Notas        |
| --------- | ------------------- | ------------ |
| 2020-2021 | Mujeres impares     | Presentadora |
| 2023      | Porque soy tu madre | Presentadora |

### Comerciales
| Año        | Empresa                    | Producto/Marca                     |
| ---------- | -------------------------- | ---------------------------------- |
| 2003       | Grupo Vasconia S.A.B       | Olla de presión Ecko               |
| 2007       | Grupo Salinas              | Elektra (varios)                   |
| 2010       | Genomma Lab Internacional  | Champú Ma Evans                    |
| 2011       | Consejo de la comunicación | Campaña Diviértete leyendo         |
| 2012, 2014 | Kimberly-Clark             | Papel higiénico Kleenex Cottonelle |
| 2015       | Gerber Products Company    | Papilla Gerber                     |
| 2015       | Chata                      | Carnes frías                       |
| 2017       | Alpura                     | Crema Alpura                       |

### Libros
| Año  | Título                        | Notas      |
| ---- | ----------------------------- | ---------- |
| 2022 | Siente y canta con María Inés | Audiolibro |

### Concursante
| Año  | Programa                 | Resultado          |
| ---- | ------------------------ | ------------------ |
| 2002 | La Academia              | Décimo lugar       |
| 2003 | Desafío de estrellas     | Décimo sexto lugar |
| 2003 | Homenaje a               |                    |
| 2005 | Bailando por un millón 1 | Cuarto lugar       |
| 2005 | Bailando por un millón 2 | Segundo lugar      |

## Discografía
| Álbumes de estudio - 2003: María Inés Álbumes en vivo - 2007: El diluvio que viene Sencillos - 2003: «A través de tu recuerdo» - 2024: «Alguien» Colaboraciones - 2013: «Ten fe» - 2017: «Inseparables» - 2022: «La mala costumbre» - 2022: «We are the world» - 2023: «Te quiero» - 2024: «Estaré en mi casa esta Navidad» Soundtracks de Disney - 2011: «Donde la magia comienza» - 2011: «La florería de Sofía» - 2012: «Nos verás» - 2012: «Ya vienen los cachorros de Santa» Canciones de autoría - 2006: «El camino» - 2020: «Mujeres impares» - 2022: «Respira ya» - 2022: «¿A qué sabe el miedo?» - 2022: «Algodón de azúcar» |